# Action point
In una sceneggiatura basata sulla struttura restaurativa in tre atti, gli action point sono quei momenti di azione che producono un avanzamento nella storia. 

## Tipologia dell'action point
Dal momento che in questo modello di sceneggiatura è necessaria una correlazione molto stretta tra causa ed effetto, ogni frammento di azione genera conseguenze e reazioni. Possono essere divisi in barriere, complicazioni o svolte. 
Nel caso della barriera, l'azione compiuta dal personaggio non lo porta ad ottenere risultati. Se l'azione si concludesse con un esito positivo o anche negativo, il conflitto sarebbe risolto e non ci sarebbe modo di fare avanzare la storia ulteriormente. L'uso eccessivo di questo espediente può risultare dannoso qualora la storia diventi ripetitiva e priva di una precisa direzione.
La complicazione è un'azione le cui conseguenze non sono immediate e si attivano col procedere della storia, lasciando intuire allo spettatore quale potrebbero essere le sue ripercussioni. Questo espediente spesso genera sottotrame affiancando la vicenda primaria.
La svolta è l'action point più incisivo, atto che sovverte la direzione della storia facendole prendere una piega opposta a quella portata avanti sino a quel momento. È un elemento nuovo che si presenta sia come azione che come emozione, fornendo nuove interpretazioni ai fatti esposti e rovesciando la percezione che il pubblico ha della situazione profilata inizialmente. È un colpo di scena generalmente fondato sulla rivelazione che getta una nuova luce sulla vicenda.